# Lori de Meek
El lori de Meek (Charmosyna meeki) és una espècie d'ocell de la família dels psitàcids que habita zones de selva humida a les Illes Salomó.